# Sarcophaga beesoni
Sarcophaga beesoni är en tvåvingeart som beskrevs av Senior-white 1924. Sarcophaga beesoni ingår i släktet Sarcophaga och familjen köttflugor.
Artens utbredningsområde är Myanmar. Inga underarter finns listade i Catalogue of Life.